# Стивенс, Эррол
Эррол Энтони Стивенс (англ. Errol Anthony Stevens; 9 мая 1986, Кингстон, Ямайка) — ямайский футболист, нападающий. Выступал за сборную Ямайки.

## Биография
Эррол Стивенс начал играть в футбол, когда ему, по его словам, было два года, есть даже фотографии. Во втором дивизионе Стивенс начал играть, когда ему было 14, потом перешёл Премьер-лигу Ямайки. По словам Эррола, на Ямайке у футболистов нет стольких возможностей играть в футбол, как в Европе или России. Однажды друг Эррола Аким Присли, с которым он до лета 2009 играл за команду «Харбор Вью», сказал, его агент, имеющий возможность устроить просмотр в Сербии и России, и попросил посоветовать хорошего игрока, и он посоветовал ему Стивенса. Эррол полетел в Сербию, в город Нови-Сад, и провёл там три игры, которые впечатлили агента, после чего тот предложил поехать попробовать устроиться в России. 20 августа 2009 года Стивенс подписал контракт с «Химками», который был рассчитан до конца сезона, а уже спустя два дня дебютировал в подмосковном клубе в матче против ЦСКА.